# Tombstone
Tombstone ist eine ehemalige „Boomtown“ im Süden Arizonas in den Vereinigten Staaten nahe der mexikanischen Grenze im Cochise County. Das U.S. Census Bureau hat bei der Volkszählung 2020 eine Einwohnerzahl von 1.308 ermittelt. Die Wüstenstadt liegt etwa 100 km südöstlich von Tucson an der Arizona State Route 80.

## Geschichte
Die Stadt wurde am 5. März 1879 von dem Geologen Edward Lawrence Schieffelin gegründet, der hier im Februar 1878 eine reiche Silberlagerstätte entdeckte. Auch den Namen hat die Stadt von ihm erhalten, denn sein Freund und Scout Al Sieber sagte zu ihm, er würde dort nichts außer seinem eigenen Grabstein (engl. Tombstone) finden. Die Stadt zählte in ihren Glanzzeiten 15.000 Einwohner. Heute sind es noch 1600 Menschen, die hauptsächlich vom Tourismus leben. Im April wird jährlich mit einer Feier des Gründungstages gedacht.
Tombstone war um 1880 Schauplatz verschiedener berühmter Schießereien, unter anderem der Schießerei am O. K. Corral mit den Earp-Brüdern und Doc Holliday am 26. Oktober 1881. Auf dem Friedhof Boot Hill finden sich die Gräber bekannter und unbekannterer Opfer jener Zeiten. Viele Städte des Frontier hatten einen Boot Hill. Dort wurde begraben, wer „mit den Stiefeln an“ starb, also auf der Durchreise, bei Schießereien oder Lynchungen. Viele der Grabsteine mit berühmten Aufschriften sind jedoch Fälschungen, da man bereits früh das touristische Potential erkannte und der Geschichte etwas nachhalf.
Heute ist die Stadt eine Touristenattraktion mit verkehrsberuhigter Allen Street. Sie wirbt mit dem Slogan „The town too tough to die“ (Die Stadt, die zu hartnäckig ist, um zu sterben). Täglich wird unter Einsatz vieler Platzpatronen unter anderem auch die Schießerei von Wyatt Earp mit den Clantons und McLaurys nachgestellt. Historische und historisch nachgebaute Saloons vermitteln das Flair einer alten Westernstadt, die Schauplatz vieler Westernfilme wie zum Beispiel Faustrecht der Prärie war.

## Sehenswürdigkeiten

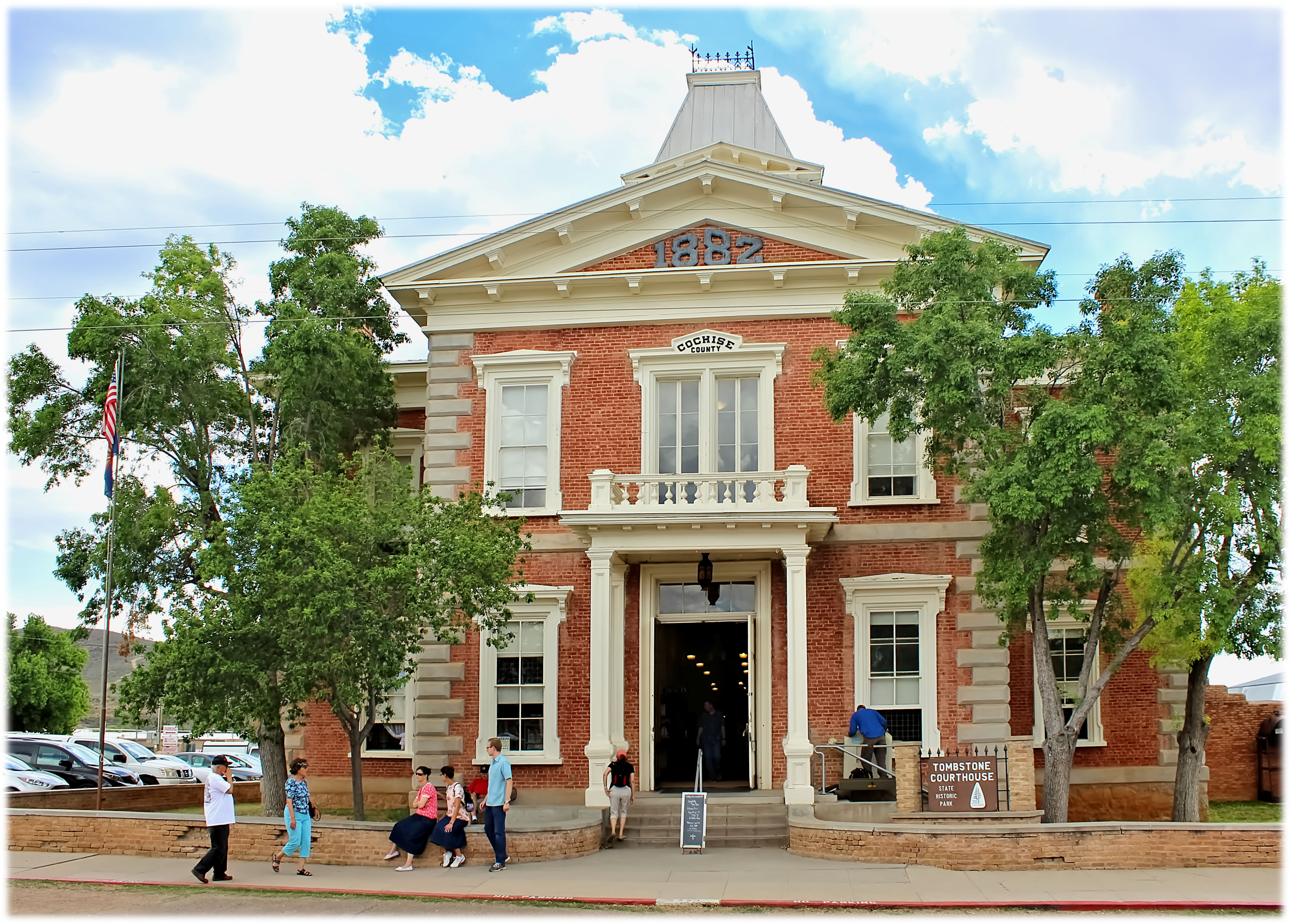
Tombstone Courthouse State Historic Park

1885 wurde in Tombstone eine Rosa banksiae gepflanzt, die inzwischen einen Stammumfang von 3,5 m hat und ein Laubdach, das 800 m2 überdeckt. Sie gilt als eines der größten und ältesten Rosenexemplare weltweit. Die Bewohner von Tombstone gaben ihr den Namen „Shady Lady“ in Anlehnung an den englischen Artnamen „Lady Bank's Rose“, da es unter ihrem Laubdach immer angenehm kühl bleibt.
Seit 1959 befindet sich in der Stadt der Tombstone Courthouse State Historic Park im Rahmen eines Museums mit allen Stationen der damaligen Gerichtsbarkeit vom Sheriff-Office über Gerichtssäle und dem Gefängnistrakt bis zu den Galgen.

## Tombstone als Typlokalität
Die Umgebung von Tombstone und die naheliegenden, gleichnamigen Tombstone Hills sind als metallreiche Erzlagerstätte ein bekanntes Fundgebiet für viele Mineralarten und ihre Varietäten. Insgesamt konnten hier bisher (Stand: 2013) rund 200 Minerale und Varietäten gefunden werden. Tombstone selbst gilt zudem für die Minerale Emmonsit und Kryptomelan als Typlokalität (erster Fundort) und der District Tombstone für die weiteren acht Minerale Backit, Dugganit, Fairbankit, Girdit, Khinit, Oboyerit, Schieffelinit und Winstanleyit.